# Tobia (Rakvere)
Pour les articles homonymes, voir Tobia.
Tobia  est un village estonien appartenant à la commune de Rakvere dans le Virumaa occidental. Au 1er janvier 2010, le village compte 41 habitants
.